# بوري (فنلندا)

موقع بوري

شعار بوري

بوري (بالفنلندية Pori، بالسويدية Björneborg) مدينة على الساحل فنلندا الغربي. تبعد حوالي 15 كيلومترا عن خليج بوتنيا، عند مصب نهر كوكيماينيوكي الأكبر في فنلندا. وهي عاصمة إقليم ستاكونتا.
يبلغ عديد قاطنيها 83.003 ساكن، ويغطي نطاقها البلدي مساحة 
1.704,10 كم² منها 870,11 كم² من المياه. وتبلغ الكثافة السكانية 99,53 نسمة/كم². وحيدة اللغة وهي الفنلندية. بوري الحادية عشرة من بين أكبر المدن في فنلندا، والسابعة من حيث المنطقة الحضرية.
ضريح يوليوس النيو القوطي، الواقع في مقبرة كابارا في وسط بوري، بناه في عام 1903 رجل الصناعة الثري يوليوس لابنته سيغريد التي توفيت بعمر لم يتجاوز الحادية عشرة ربيعاً. الضريح من تصميم المعماري جوزيف ستنباك. كان للضريح في الأصل لوحات جدارية من رسم الفنان أكسيلي غالن كاليلا، ولكنها تهاوت بعد وقت قصير. وأعاد نجل أكسيلي يورما غالن كاليلا الرسوم الجدارية مستخدماً مخططات والده.
من بين الأمور الأخرى التي تشتهر بوري: شواطئ أوتيري الرملية، وباستضافة مهرجان الموسيقي الدولي السنوي بوري جاز. يشمل الأداء في مهرجان الجاز مايلز ديفيس، البراند نيو هيفيس وستيلي دان.
صحيفة بوري المحلية هي كانسا ستاكونان، التي تعطي نظرة عامة عن آخر الأنباء. كما أنها تتضمن أيضاً الأخبار الرياضية ومقالات للأطفال.

## الاسم
الاسم بوري (Pori) أتى من الجزء borg (تعني «القلعة») من الاسم الأصلي في اللغة السويدية مع فنلدة النطق. الاسم السويدي بيورنيبوري (Björneborg) يعني «قلعة الدب»، والاسم اللاتيني (Arctopolis) يعني «مدينة الدب».

## التاريخ

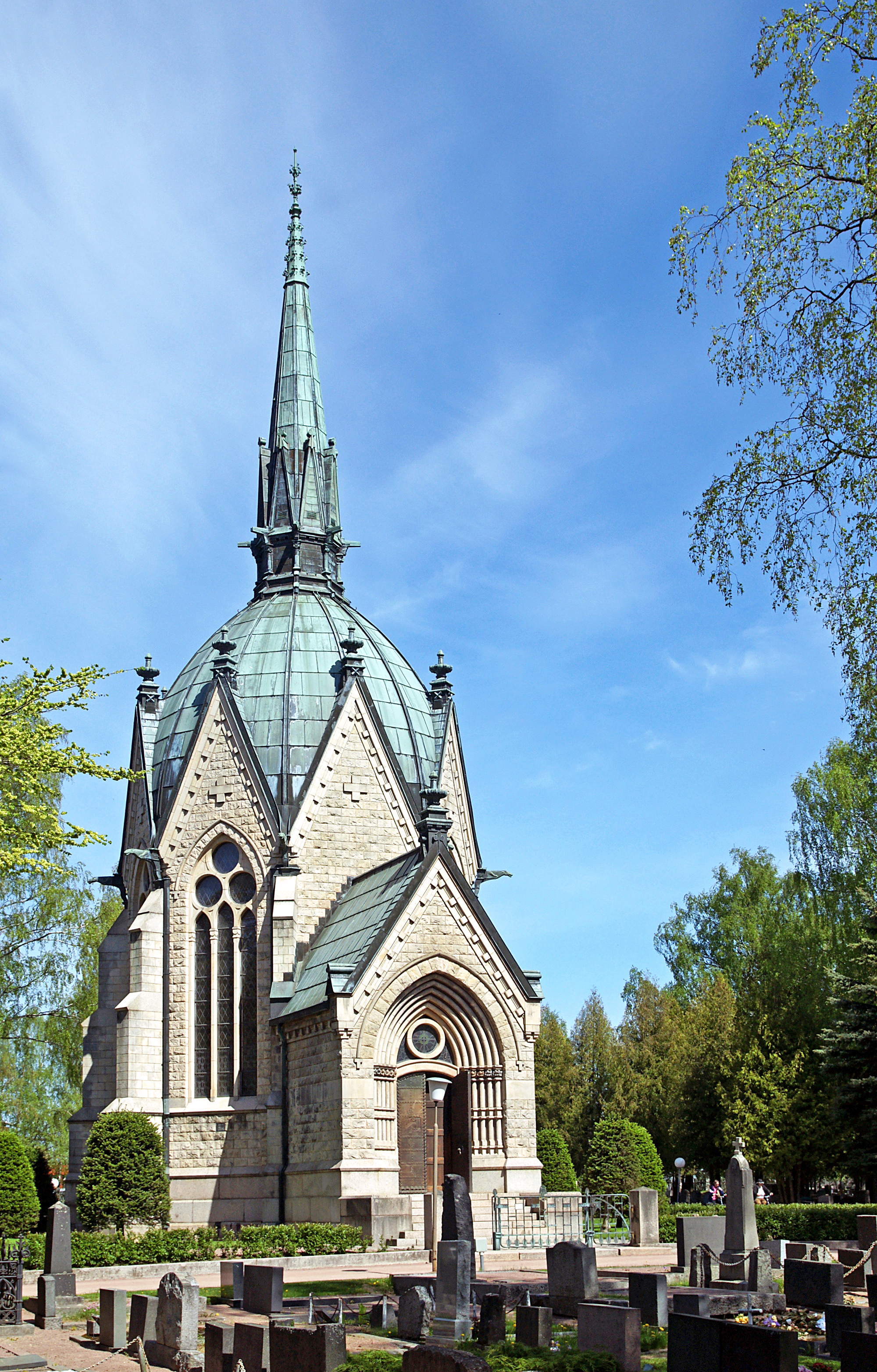
ضريح يوسيليوس، من تصميم يوسف شتنباك

لعب النهر دوراً رئيسياً في وجود بوري. تزايدت صعوبة الملاحة في نهر كوكيماكي بعد القرن الرابع عشر. أخذت أهمية كوكيماكي وأولفيلا بالانخفاض لمـّا بات السفن عاجزةً عن الملاحة في النهر. في القرن السادس عشر، صار الوضع سيئاً للغاية حتى قرر يوهان الثالث ملك السويد إنشاء مرفأ وبلدة سوق جديدين بالقرب من البحر. كانت الفكرة والمكان جيدين، ولكن افتقد السكان.
كانت برجوازية راوما وأولفيلا قد أُمـِرت بالانتقال إلى هلسنكي التي تأسست في الآونة الأخيرة، إلا أنهم لم يستطيبوا العيش فيها، وبعد مناشدات عديدة سـُمـِح لأهالي راوما بالعودة إلى ديارهم السابقة. بينما صدرت أوامر لأولئك من أولفيلا بالهجرة إلى مدينة بوري المؤسسة حديثاً. في 8 مارس 1558 أصدر يوهان الثالث بوري مرسوم التأسيس، وقد جاء في نصه: «لأننا رأينا أنه من الأفضل بناء بلدة سوق قوية بجوار البحر، ولأننا لا نجد أي مكان مناسب للتحصين في أولفيلا، لذا اخترنا موقعاً آخر في بوري.»
في ذلك الوقت كان في بوري نحو 300 ساكن قسري. إلا أنهم سرعان ما اعترفوا بمزايا موقعهم الجديد، الذي أتاح فرصاً لتجارة مربحة، من بين أمور أخرى.
ضـُمت بلدية نورماركو المجاورة إلى بوري في 1 يناير سنة 2010.

## السياسة
تعطي بوري دعماً قوياً نسبياً للحزب الاشتراكي الديمقراطي. في 2008، تحصل الحزب على 29.8 ٪ من الأصوات، في حين أن ثاني أكبر الأحزب حزب الائتلاف الوطني تحصل على 26,1 ٪. عمدة بوري هي أينو مايا لوكونن، وقد انتخبت على رأس المدينة في عام 2004 خلفاً للعمدة السابق مارتي سينيسالمي، إثر تقاعد من منصبه.

## الرياضة
بورين أسات هو فريق المدينة لهوكي الجليد ويلعب في دوري الدرجة الأولي الفنلندي إس إم ليغا. وفاز بلقب البطولة مرتين (1971 و 1978).
بورين ناروكيرا أو باختصار ناروكيرا، يلعب في القسم الأعلى لرياضة الباندي وحاز لقب بطل فنلندا مرة واحدة.

## الديموغرافيا
أكثر 98٪ من السكان لغتهم الأولى هي الفنلندية، وحوالي 2٪ منهم لغاتهم الأولى هي إمـّا العربية أو الفرنسية أو الألمانية أو الروسية أو السويدية. هنالك أقلية صغيرة من حوالي 0.5٪ متحدثون بالسويدية في المدينة. توجد مدرسة سويدية ونادي ثقافي سويدية يهدف إلى خدمة الأقلية الفنلندية الناطقة بالسويدية في إقليم ستاكونتا.

### النمو السكاني
وصل عدد السكان مداه في منتصف السبعينات، لمـّا تجاوز الثمانين ألفاً. بعد ذلك انخفض عدد السكان، وظل ثابتاً في السنوات الأخيرة عند ما يزيد قليلاً على 76 ألفاً. كانت الزيادة السكانية الكبيرة في عام 1950 نتيجة لضم المناطق القريبة منها.
| - 1910 – 13,482 - 1910 – 13,981 - 1920 – 13,928 - 1930 – 15,966 - 1940 – 18,230 - 1950 – 43,306 | - 1960 – 52,542 - 1970 – 72,983 - 1974 – 80,443 - 1978 – 79,815 - 1980 – 78,405 - 1984 – 78,933 | - 1988 – 76,789 - 1990 – 76,357 - 1994 – 76,561 - 1998 – 76,375 - 2000 – 75,994 - 2004 – 76,152 | - 2005 – 76,144 - 2006 – 76,181 - 2007 – 76,234 - 2008 – 76,436 |

- المصدر[8]

## مواليد بوري
- إييا كانتولا - مغنية فنلندية مواليد 1966
- فيلي بكا كيتولا - لاعب هوكي جليد فنلندي مواليد 1948
- أنتي سوميالا - لاعب كرة القدم فنلندي مواليد 1974
- تيمو كويفوسالو - ممثل ومخرج فنلندي مواليد 1963
- أولي ليندهولم - مغني فرقة أوو الفنلندية. مواليد 1964
- فيسا ماكينن - مخرج فنلندي، مواليد 1945
- برتي نيومان - مغني فرقة دينغو الفنلندية في الثمانينات. مواليد 1959
- كاي نييمي - متسابق دراجات نارية الدراجات مواليد 1955
- سليم بالمغرن - موسيقار فنلندي مواليد 1878
- يوكا رينتالا – مصمم أزياء فنلندية مواليد 1952
- يوكا سورنيوس - موسيقي بلوز فنلندي مواليد 1951
- ليو بكا تاهتي - رياضي ألعاب قوي فنلندي من ذوي الاحتياجات الخاصة حائز على قلادتين ذهبيتين أولمبيتين. مواليد 1983
- كييلو توميلا - ممثلة فنلندية مواليد 1950
- يورما ووتينن - راقص فنلندي مواليد 1950
- ميكو سالو - الفائز عن فئة الرجال في منافسات ألعاب الكروسفت سنة 2009

## العلاقات الدولية

### التوأمة
بوري متوأمة مع:
- ريمرهافن، ألمانيا، منذ 1967
- إغر، المجر، منذ 1973
- كواكزك، بولندا، منذ 1975
- ماكو، فرنسا، منذ 1990
- بوشغروند، نرويج، منذ 1956
- ريغا، لتفيا، منذ 1965[7]
- شترالزوند، ألمانيا، منذ 1968
- سندسفال، السويد، منذ 1940
- سوندربورغ، الدنمارك، منذ 1952

## هوامش
سمي الكويكب 1499 بوري على اسم المدينة من قبل مكتشفه الفلكي الفنلندي أوريو فايسالا.

### الإرسال الإذاعي
هناك وسائل بث إذاعي قرب بوري للموجتين المتوسطة والقصيرة تديرهما ديجيتا. يستخدم بث موجة المتوسطة صارية مشدودة تعلو 185 متراً (607 قدم) كهوائي إرسال.

## وصلات خارجية
- مدينة بوري – الموقع الرسمي